# DShK
La DShK (en ruso: Дегтярева-Шпагина Дегтяревa Шпагина Крупнокалиберный; ametralladora de gran calibre Degtiariov-Shpagin) es una ametralladora pesada antiaérea producida en la Unión Soviética que dispara el cartucho 12,7 x 108. Esta ametralladora también fue empleada como ametralladora pesada de infantería, siendo montada sobre un afuste con dos ruedas y protegida por un escudo de acero.
Su designación deriva de los diseñadores de armas Vasili Degtiariov, que diseñó el arma original, y Gueorgui Shpaguin, que mejoró el sistema de alimentación de los cartuchos. A veces es apodada Dushka (literalmente "Queridita", en ruso) debido a su abreviación.

## Historia
Fue la primera ametralladora soviética de gran calibre diseñada como arma antiaérea dedicada por encargo oficial. La petición fue enviada al diseñador Vasili Degtiariov (quién diseñó la ametralladora DPM en 1928). El primer prototipo de la ametralladora de 12,7 mm, llamado DK (Degtyarev, Krupnocalibernyj; Degtyarev de gran calibre) fue construido en 1930. Esta arma fue oficialmente adoptada y se fabricó en pequeñas cantidades durante el período entre 1933 y 1935. Era un arma accionada por los gases del disparo, alimentada mediante un tambor de 30 balas y con una pobre cadencia de disparo. A finales de la década de 1930, otro famoso diseñador de armas soviéticas, Eigor Shpagin (el mismo que diseñó el subfusil PPSh-41 de 7,62 x 25), diseñó un mecanismo de alimentación mediante cinta, que se podría instalar fácilmente en la DK en vez del tambor. Esta modificación apareció en 1938, y en 1939 fue adoptada oficialmente por el Ejército Rojo como “12,7 mm Krupnocalibernyj Pulemet Degtyareva-Shpagina, DShK” (Ametralladora Degtyarev-Shpagin de gran calibre). La DShK fue utilizada durante la Segunda Guerra Mundial (1939-1945) como arma antiaérea, y también como ametralladora pesada de infantería, al igual que su equivalente estadounidense Browning M2. Como arma antiaérea, iba montada sobre trípodes y afustes de pedestal, así como en una batería triple a bordo del camión GAZ-AA. Más tarde fue montada en las cúpulas del tanque medio T-34, el tanque pesado IS-2 y el obús autopropulsado ISU-152. Como ametralladora pesada de infantería, iba montada sobre un afuste con dos ruedas cuya cola se desplegaba para formar un trípode y poder emplearla como arma antiaérea, que era similar al afuste desarrollado por Vladimirov para la Maxim M1910. También fue el armamento principal de algunos tanques ligeros, como el tanque ligero anfibio T-40.
Después de la guerra, se realizaron un cierto número de modificaciones para mejorar la DShK — el mecanismo de alimentación rotativo fue sustituido por uno que tiraba de la cinta para hacerla más sencilla y funcional, entre otras modificaciones. La nueva arma fue adoptada como DShK-M, o DShK modernizada, siendo también conocida como DShKM-38/46. También fue utilizada como ametralladora pesada para apoyar la infantería y ametralladora antiaérea, así como montada en algunos tanques (T-55 y T-62) y vehículos blindados (BTR-155). A finales de los años 60 y años 70, la DShKM fue gradualmente reemplazada en servicio por la ametralladora más moderna NSV/NSVT. La DShKM fue ampliamente exportada a las naciones socialistas y a los regímenes prosoviéticos. También fue fabricada en otros países, tales como China, Irán, Yugoslavia y Pakistán. Fue ampliamente utilizada en las numerosas “guerras locales”, incluyendo las campañas afganas.
En junio de 1988, durante el conflicto de Irlanda del Norte, un helicóptero Westland Lynx del Ejército británico fue impactado 15 veces por dos DSHK del Ejército Republicano Irlandés Provisional y realizó un aterrizaje forzoso cerca de Cashel Lough Upper, al sur del Condado de Armagh.
Ametralladoras DShK fueron empleadas en el 2004 por los rebeldes iraquíes contra las tropas británicas en Al-Amarah, Irak.
En 2012, durante la Guerra Civil Siria, el gobierno sirio dijo que los rebeldes empleaban esta ametralladora montada a bordo de camionetas. También afirmó haber destruido ese mismo día 40 camionetas en una autopista en Alepo y 6 en Dael.

## Detalles de diseño

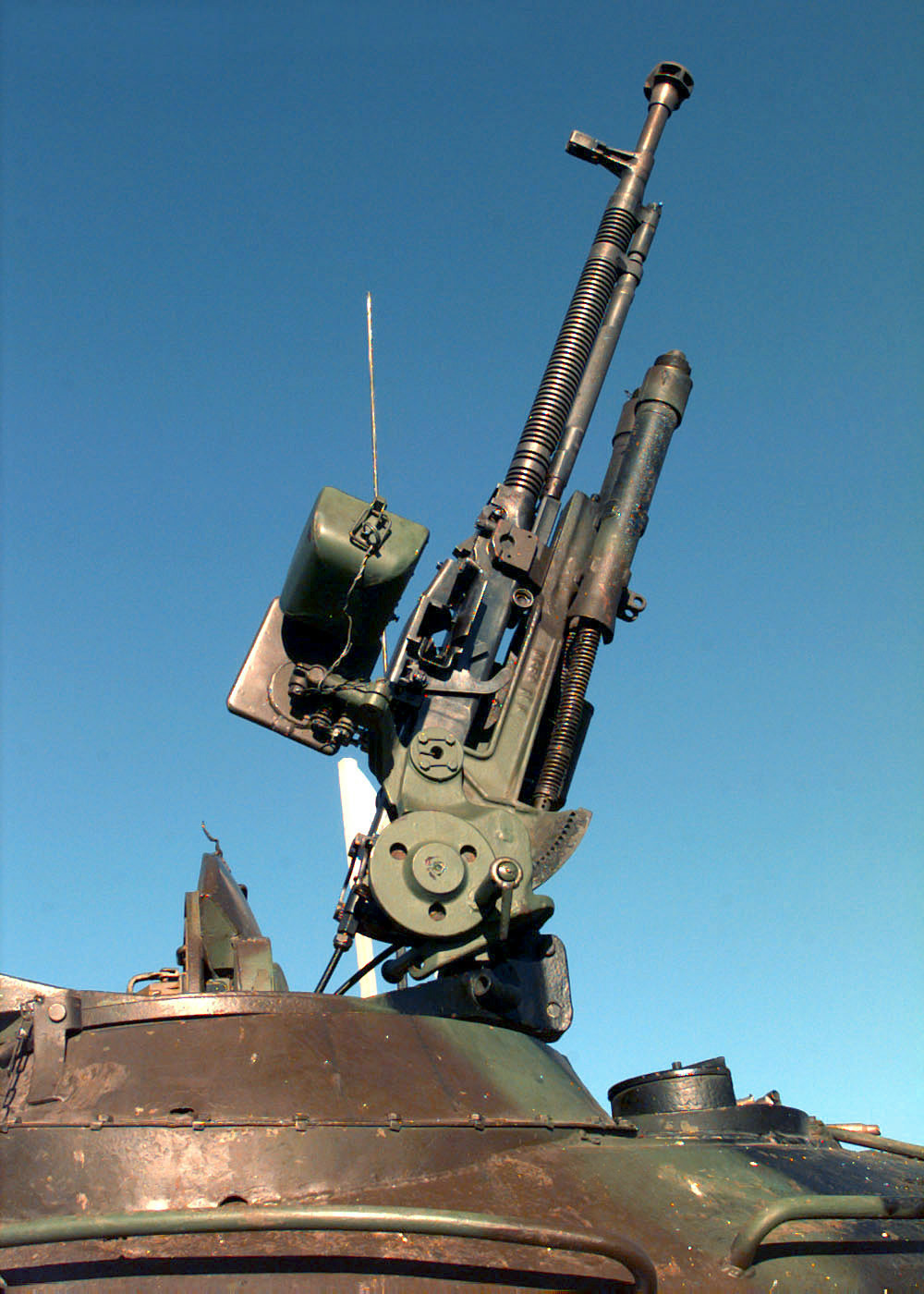
Ametralladora antiaérea DShKM en la escotilla del cargador de la torreta de un tanque T-55.

La DShKM era uno de los diseños más exitosos de su tiempo. Las balas AP de 12,7 mm hechas de acero al manganeso, podían perforar una plancha de blindaje de acero de 15 mm a 500mm de espesor. La DShK es una ametralladora alimentada mediante cinta y accionada por los gases del disparo, enfriada por aire. El sistema del gas tiene un regulador del gas con 3 posiciones. El cerrojo se fija en el cajón de mecanismos con ayuda de dos aletas de fijación horizontales unidas al cerrojo. El sistema es absolutamente idéntico al empleado en la ametralladora ligera DP-28, pero sobredimensionado y con de la adición de los muelles recuperadores del cerrojo y del portacerrojo en la parte posterior del cajón de mecanismos. El mecanismo de alimentación original, diseñado por Shpagin, empleaba una cinta reutilizable con eslabones abiertos. Para retirar los cartuchos de la cinta, Shpagin utilizó un tambor rotativo, que impulsaba la cinta y sacaba los cartuchos de esta al mismo tiempo. El tambor era accionado por un brazo oscilante que iba unido al portacerrojo mediante la palanca de carga. La cinta se insertaba en la tapa del mecanismo de alimentación, los cartuchos eran captados al lado del cerrojo e introducidos en la recámara del cañón en la parte inferior del mecanismo. La cinta era alimentada desde el lado izquierdo y se empleaban cintas de 50, 100 o 200 balas. El cañón de la DShK era pesado, tenía aletas radiales para facilitar su enfriamiento y llevaba un gran freno de boca. El cañón se podía desmontar para cambiarlo, pero no era del tipo "cambio rápido". Como ametralladora pesada, la DShK iba montada sobre un afuste con dos ruedas y un escudo protector de acero, que muchas veces era retirado por sus servidores para aligerar el arma y facilitar el camuflaje de esta.
Para emplear la DShK como ametralladora antiaérea, el afuste con dos ruedas se podía transformar en un trípode separando sus dos "colas", agregándole la pata de apoyo y retirando sus ruedas. Para este rol se le agregaban alzas y puntos de mira aéreos, así como un soporte para los hombros opcional. Algunas ametralladoras DShK fueron utilizadas como armas antiaéreas navales montadas sobre afustes de pedestal a bordo de embarcaciones pequeñas (como las lanchas torpederas).   
La DShKM era casi idéntica, con la única diferencia en el mecanismo de alimentación, que era plano y más convencional. Este mecanismo también empleaba un brazo oscilante para mover la cinta conectado al portacerrojo mediante la palanca de carga.

## Usuarios
| - Afganistán - Albania - Angola - Argelia - Armenia - Azerbaiyán - Bangladés - Bielorrusia - Bulgaria - Cabo Verde - Camboya - Chad - Checoslovaquia: Producía la variante DShKM. - China: Produce la variante DShKM. - Chipre - Corea del Norte - Cuba - Egipto - Eritrea - Eslovaquia - Etiopía - Finlandia - Georgia - Ghana - Guinea - Guinea Ecuatorial - Guinea-Bisáu - Hungría - Indonesia - Irán: Produce la variante DShKM. - Irak - Israel - Kazajistán | - Kirguistán - Laos - Libia - Lituania - Madagascar - Mali - Malta - Mongolia - Mozambique - Nicaragua - Nigeria - Pakistán: Es empleada por el Ejército pakistaní. Produce la variante DShKM. - Perú - Polonia - República Centroafricana - República Checa - República del Congo - República Democrática del Congo - Macedonia del Norte - Rusia - Serbia - Seychelles - Sierra Leona - Siria - Somalia - Sudán - Sudán del Sur - Tanzania - Togo - Turkmenistán - Uganda - Ucrania - Unión Soviética - Vietnam del Norte - Vietnam - Yemen - Yugoslavia: Producía la variante DShKM. - Zambia - Zimbabue |

### Armas similares
- MG 131
- Browning M2
- WKM-B
- Ametralladora pesada Kord-12,7
- Ametralladora pesada NSV